# Теодор Рекс
«Теодор Рекс» — фантастическая детективная комедия, снятая в стиле «приятельский фильм о полицейских».

## Сюжет
Нью-Йорк. 2013 год. В результате опытов динозавры вновь возвращены к существованию — они разумны так же, как и люди. Они разговаривают, работают с людьми на одних работах и наделены сильным интеллектом. И то, что они — динозавры, совершенно не смущает людей
Тираннозавр по имени Теодор становится первым в истории «дино — полицейским». В напарники ему достается Колтрейн — «крутая» женщина-коп. Вместе им предстоит расследовать убийство обычного динозавра.

## В ролях
| Актёр              | Роль                                  |
| ------------------ | ------------------------------------- |
| Вупи Голдберг      | Кэти Колтрейн                         |
| Армин Мюллер-Шталь | Элизар Кейн                           |
| Джульет Ландау     | Вероника Шейд                         |
| Бад Корт           | Прядильщик                            |
| Стивен Макхэтти    | Эдж                                   |
| Джордж Ньюберн     | Теодор Рекс (озвучивание)             |
| Кэрол Кейн         | Молли Рекс (озвучивание)              |
| Ричард Раундтри    | Комиссар Линч                         |
| Билл Фармер        | озвучивание второстепенных персонажей |